# Kanton Carbonne

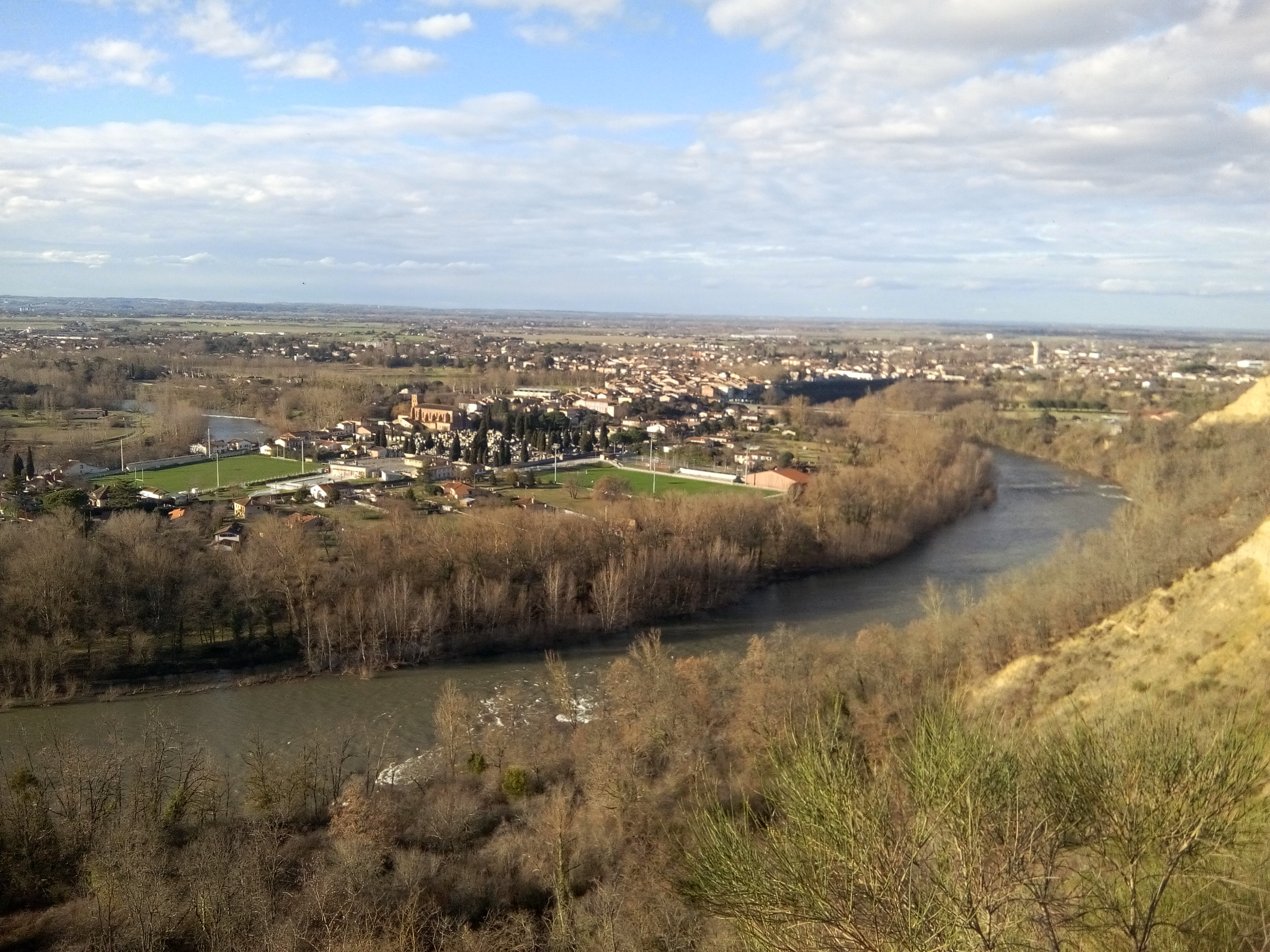
Carbonne, 2018

Der Kanton Carbonne war bis 2015 ein französischer Wahlkreis im Arrondissement Muret, im Département Haute-Garonne und in der Region Midi-Pyrénées; der Hauptort des elf Gemeinden umfassenden Kantons war Carbonne. Vertreter im Generalrat des Départements war zuletzt von 1976 bis 2015 Gérard Roujas (PS).

## Gemeinden
| Gemeinde               | Einwohner Jahr | Fläche km² | Bevölkerungsdichte | Code INSEE | Postleitzahl |
| ---------------------- | -------------- | ---------- | ------------------ | ---------- | ------------ |
| Bois-de-la-Pierre      | 425 (2013)     | 7,42       | 57 Einw./km²       | 31071      | 31390        |
| Capens                 | 684 (2013)     | 6,77       | 101 Einw./km²      | 31104      | 31390        |
| Carbonne               | 5330 (2013)    | 26,59      | 200 Einw./km²      | 31107      | 31410        |
| Longages               | 2869 (2013)    | 21,42      | 134 Einw./km²      | 31303      | 31410        |
| Marquefave             | 1008 (2013)    | 18,92      | 53 Einw./km²       | 31320      | 31390        |
| Mauzac                 | 1224 (2013)    | 9,27       | 132 Einw./km²      | 31334      | 31410        |
| Montaut                | 533 (2013)     | 17,88      | 30 Einw./km²       | 31361      | 31410        |
| Montgazin              | 175 (2013)     | 6,89       | 25 Einw./km²       | 31379      | 31410        |
| Noé                    | 2801 (2013)    | 9,65       | 290 Einw./km²      | 31399      | 31410        |
| Peyssies               | 544 (2013)     | 6,37       | 85 Einw./km²       | 31416      | 31390        |
| Saint-Sulpice-sur-Lèze | 2049 (2013)    | 13,97      | 147 Einw./km²      | 31517      | 31410        |